# NGC 6023
NGC 6023 este o liner situată în constelația Șarpele. A fost descoperită în 19 mai 1881 de către Édouard Stephan⁠(d). Se află la o distanță de 141,25 de megaparseci de Pământ.